# Svjetska baština u Sjedinjenim Američkim Državama
Kronološki popis svjetske baštine u SAD-u po godini upisa na UNESCO-ovu listu:
1. 1978. – Nacionalni park Yellowstone
2. 1978. – Nacionalni park Mesa Verde
3. 1979. – Nacionalni park Grand Canyon
4. 1979. – Nacionalni park Everglades*
5. 1979. – Independence Hall
6. 1979. – Nacionalni park Wrangell-St. Elias
7. 1980. – Nacionalni park Redwood
8. 1981. – Nacionalni park Mammoth Cave
9. 1981. – Nacionalni park Olympic
10. 1982. – Povijesna mjesta Cahokia Mounds
11. 1983. – Nacionalni park Great Smoky Mountains
12. 1983. – Utvrda La Fortaleza i povijesno središte San Juana u Portoriku
13. 1984. – Kip slobode
14. 1984. – Nacionalni park Yosemite
15. 1987. – Monticello i Virginijsko sveučilište u Charlottesvilleu
16. 1987. – Nacionalni povijesni park Chaco Culture
17. 1987. – Nacionalni park Havajski vulkani
18. 1992. – Pueblo de Taos
19. 1995. – Nacionalni park Carlsbad Caverns
20. 1995. – Nacionalni park Glacier (dio Internacionalnog parka mira Waterton-Glacier)
21. 2010. – Papahānaumokuākea
22. 2014. - Monumentalni zemljani spomenici Poverty Pointa
23. 2015. - San Antonio misije
24. 2019. - Arhitektura 20. st. Franka Lloyda Wrighta

## Popis predložene svjetske baštine SAD-a
1. 2008. - Mjesta pokreta za ljudska prava
2. 2008. - Daytonska zrakoplovna mjesta (Nacionalno-povijesni park zrakoplovne baštine u Daytonu)
3. 2008. - Hopewellske ceremonijalne zemljane građevine
4. 2008. - Građevine Thomasa Jeffersona
5. 2008. - Mount Vernon
6. 2008. - Serpent Mound
7. 2008. - Nacionalni pomorski rezervat zaljeva Fagatele
8. 2008. - Nacionalni rezervat divljine Okefenokee
9. 2008. - Nacionalni park Petrified Forest
10. 2008. - Nacionalni spomenik White Sands
11. 2017. - Nacionalni park Big Bend
12. 2017. - Brooklynski most
13. 2017. - Kalifornijski kompleks zaštićene prirode
14. 2017. - Central Park
15. 2017. - Rani neboderi Chicaga
16. 2017. - Ellis Island
17. 2017. - Marijanska brazda, nacionalni spomenik
18. 2017. - Zaštićena područja Američke Samoe
19. 2022. - Naselja Moravske Crkve

## Poveznice
- Popis mjesta svjetske baštine u Americi